# 何啟南
何啟南（英語：Stephen Ho Kai Nam，1966年8月1日—），香港男演員，現為無綫電視基本藝人合約藝員。

## 背景
何啟南年輕時就讀香港培正小學（小六）和青年會書院（初中），又曾於1980年代初在堅道明愛成人教育中心學習。他早年代表過香港赴日本參加全亞洲青年會游泳賽，且獲得銅牌。其演藝事業始於1982年；當時他獲好友王書麒邀請一起拍攝青年人周刊的封面照，對方推薦他主持香港電台節目《青春道上》，未幾在的士高被星探發掘，找他拍電影而正式入行。1987年，他憑首部主演電影《操行0分》中「何大力」一角，競逐《第6屆香港電影金像獎》「最佳新演員」獎項。其時他本來計劃到日本修讀圖案設計課程，但礙於與拍攝時間撞期，加上連續幾個月沒工作，遂考慮轉向幕後發展，跟家人商量後決定往英國的倫敦電影學校（London Film School）進修兩年電影製作文憑課程。
此前德寶電影公司及嘉禾電影公司開始給何啟南更多演出機會，如《鬼馬校園》、《猛鬼佛跳牆》等，代表作是《雞同鴨講》（許記員工「懶蟲」）和《富貴黃金屋》（撻成一塊之一「阿南」）。而於1997年電影《迷失樂園》內，他飾演股票基金銷售員「馬總」給年老貌醜的闊太（黃夏蕙所飾）包養，且餵其吃雪條一幕使人印象深刻；至於製片作品則有《烈火戰車》和《97家有囍事》。當他完成英國的電影課程後，便回港到香港電台當助導和任職電影製片，但都不符合個人目標，所以經朋友介紹下於1996年加入無綫電視，並發現對演戲抱感興趣，認為電視圈能鍛鍊自己，因而長駐至今。由於他外型粗獷，故加入無綫電視以來，演出角色多為跟班、小人物、斯文敗類及兇殘不仁的反派等，當中以反派角色表現較突出，而演繹方式也以躁狂為主，如 Martin（《心戰》）或楊鐵頭（《梟雄》）。
2000年代初，何啟南自覺因個性問題而令拍劇機會減少，於是透過買賣二手車、當兩年保險銷售員以維持生計，即使2011年經歷王維基挖角潮，仍然選擇留在無綫電視，繼續演出擅長的反派角色。2010年，他與父親往旺角上海街達美洗衣公司處理租務問題期間，疑跟男店東引發衝突，毀壞舖內電話和櫃枱面板，被觀塘法院裁定一項刑事毀壞罪成，須罰款三千元及向事主賠償四百五十元正。2016年，他於該台綜藝節目《Sunday好戲王》內獲頒「另類好戲王 —— 反派王」，藉此表揚他能充分發揮多個反派角色。2017年，他在該台劇集《迷》中飾演心狠手辣的黑社會頭目「屈德廣（屈 Dee）」，演技再次備受讚賞；近年成為無綫電視監製陳耀全、王偉仁及王心慰的常用演員。

## 感情生活
何啟南於1992年曾與圈外女性結婚，但當時年輕且未定性，家人亦都反對，故最終維持了五年便離婚，直到2013年，他開始跟另一圈外女性楊穎靜拍拖，至2017年4月19日註冊，並選擇旅遊結婚而不擺酒席。

## 演出作品

### 電視劇（無綫電視）
| 首播       | 劇名                  | 角色                    |
| 1998年     | 大澳的天空            | 陳嘉豪                  |
| 1998年     | 網上有情人            | 莊志遠                  |
| 1998年     | 烈火雄心              | 警 察                   |
| 1999年     | 創世紀                | 陳天佑                  |
| 1999年     | 鑑證實錄II            | 曹柄生                  |
| 1999年     | 先生貴性              | 蔡晶盛                  |
| 2001年     | 美味情緣              | Mark                    |
| 2001年     | 美麗人生              | 威哥手下                |
| 2002年     | 法網伊人              | 何大興（第11-14集）     |
| 2003年     | 十萬噸情緣            | 輝 哥                   |
| 2003年     | 洗冤錄II              | 曾利群（第13及14集）    |
| 2003年     | 花樣中年              | 羅家聰                  |
| 2003年     | 西關大少              | 何 沖（第21、22及26集） |
| 2004年     | 血薦軒轅              | 皇甫英                  |
| 2004年     | 無名天使3D            | Bill                    |
| 2004年     | 陀槍師姐IV            | 何 濟                   |
| 2004年     | 廉政行動2004          | 李 仔                   |
| 2005年     | 秀才遇著兵            | 蕭天南                  |
| 2005年     | 學警雄心              | 安 仔                   |
| 2005年     | 開心賓館              | 高 健                   |
| 2005年     | 妙手仁心3             | 唐医生（第33集）        |
| 2005年     | 酒店風雲              | 忠（第13集）            |
| 2005年     | 隨時候命              | 物理治療師（第28集）    |
| 2006年     | 鐵血保鏢              | 楊 堅                   |
| 2006年     | 法證先鋒              | 李國維                  |
| 2006年     | 刑事情報科            | 少爺占                  |
| 2006年     | 鳳凰四重奏            | 王正大（Steve）/ Howard |
| 2006年     | 匯通天下              | 潘 彬（第5集）          |
| 2006年     | 賭場風雲              | 賭 客                   |
| 2007年     | 同事三分親            | 周振南                  |
| 2007年     | 學警出更              | 吳澤佳                  |
| 2007年     | 歲月風雲              | 車廠工人                |
| 2007年     | 通天幹探              | 天 狗（第19 - 21集）    |
| 2008年     | 古靈精探              | 倪常康                  |
| 2008年     | 甜言蜜語              | David                   |
| 2008年     | 珠光寶氣              | Gilbert                 |
| 2008年     | 畢打自己人            | 柴 狗                   |
| 2009年     | 王老虎搶親            | 賣魚勝                  |
| 2009年     | 老婆大人II            | 張先生（第13及14集）    |
| 2009年     | 烈火雄心3             | 莊文軒                  |
| 2009年     | 蔡鍔與小鳳仙          | 士官學校學員            |
| 2010年     | 秋香怒點唐伯虎        | 甘東成                  |
| 2010年     | 搜下留情              | 甘可可男友              |
| 2010年     | 鐵馬尋橋              | 羅 北                   |
| 2010年     | 飛女正傳              | 程 漢                   |
| 2010年     | 刑警                  | 仇大虎（刀疤虎）        |
| 2011年     | 仁心解碼              | 劉志鵬                  |
| 2011年     | 魚躍在花見            | 長 澤                   |
| 2011年     | 誰家灶頭無煙火        | 劉立春                  |
| 2011年     | 洪武三十二            | 魯 大                   |
| 2011年     | 真相                  | 歐陽昌（Window）        |
| 2011年     | 蓋世孖寶              | 安四海                  |
| 2011年     | 法證先鋒III           | 張謹明（Paul）          |
| 2012年     | 4 In Love             | Frankie                 |
| 2012年     | 盛世仁傑              | 杜三                    |
| 2012年     | 心戰                  | Martin                  |
| 2012年     | 飛虎                  | 唐國棟（Michael）       |
| 2012年     | 回到三國              | 蔡 瑁（蔡德珪）         |
| 2012年     | 怒火街頭2             | 劉成勇                  |
| 2012年     | 驚艷一槍              | 追 命                   |
| 2012年     | 愛·回家               | 莫樹輝（第92集）        |
| 2012年     | 愛·回家               | 王導演（第361集）       |
| 2013年     | 談談情 練練武         | 陳旭明（Ken）           |
| 2013年     | 初五啟市錄            | 九                      |
| 2013年     | 仁心解碼II            | 李貴祥（第21及25集）    |
| 2013年     | 金枝慾孽貳            | 布雅穆齊·巴察           |
| 2013年     | 師父·明白了           | 龍                      |
| 2013年     | 情逆三世緣            | 鄧米高                  |
| 2013年     | 神鎗狙擊              | 鷹 眼                   |
| 2013年     | 巨輪                  | 易枝華（㩒釘華）        |
| 2013年     | 舌劍上的公堂          | 吳耀威                  |
| 2014年     | 新抱喜相逢            | 林文昇                  |
| 2014年     | 食為奴                | 凌 普                   |
| 2014年     | 叛逃                  | 黑狗哥                  |
| 2014年     | 廉政行動2014          | 陳永誠                  |
| 2014年     | 忠奸人                | 沙 嗲                   |
| 2014年     | 使徒行者              | 張永權（Richard）       |
| 2014年     | 大藥坊                | 羅 波                   |
| 2014年     | 名門暗戰              | 張家齊                  |
| 2015年     | 衝線                  | Jackson                 |
| 2015年     | 水髮胭脂              | 高 凡                   |
| 2015年     | 枭雄                  | 楊鐵頭                  |
| 2015年     | 實習天使              | 鄧道                    |
| 2016年     | 鐵馬戰車              | 鄔耀權                  |
| 2016年     | 警犬巴打              | 林元三                  |
| 2016年     | 公公出宮              | 石隊長                  |
| 2016年     | 純熟意外              | 黎國年                  |
| 2016年     | 愛·回家之八時入席     | 申 聲（Sunny）          |
| 2016年     | 城寨英雄              | 段折韁                  |
| 2017年至今 | 愛·回家之開心速遞     | 胡景騰（John）          |
| 2017年     | 迷                    | 屈德廣（屈Dee）         |
| 2017年     | 全職沒女              | 上官化寶                |
| 2017年     | 心理追兇 Mind Hunter  | 陸 軍                   |
| 2017年     | 同盟                  | 戴 七                   |
| 2018年     | 平安谷之詭谷傳說      | 陸金江（江叔）          |
| 2019年     | 廉政行動2019          | 游德利                  |
| 2019年     | 街坊財爺              | 良 哥                   |
| 2019年     | 金宵大廈              | 雄 哥                   |
| 2020年     | 機場特警              | 顧家和（顧家）          |
| 2020年     | 十八年後的終極告白    | 徐友齊（棺財哥）        |
| 2020年     | 迷網                  | 郭文龍（龍哥）          |
| 2021年     | 伙記辦大事            | 蒙狄克（蒙Sir）         |
| 2021年     | 一笑渡凡間            | 龐 英（龐少爺）         |
| 2021年     | 欺詐劇團              | 烏 蠅                   |
| 2021年     | 刑偵日記              | 程孝輝（程Sir）         |
| 2021年     | 我家無難事            | 朱 銳                   |
| 2022年     | 廉政行動2022          | 程瑞華                  |
| 2022年     | 十八年後的終極告白2.0 | 徐友齊（齊哥）          |
| 2022年     | 美麗戰場              | Thomas                  |
| 2022年     | 法證先鋒V             | 文蔭才（Gary）          |
| 2023年     | 破毒強人              | 石一東                  |
| 2023年     | 新聞女王              | 劉澤群                  |
| 2024年     | 旁觀者                | Peter                   |
| 2024年     | 黑色月光              | 鄺文海                  |
| 2024年     | 異空感應              | 陳正昌                  |
| 2025年     | 麻雀樂團              | 吳駿強                  |
| 未播映     | 非常檢控觀            |                         |

### 電視劇（其他）
| 首播                         | 劇名         | 角色                    |
| 香港電台電視部 ／ 港台電視31 |              |                         |
| 2010年                       | 證義搜查線   | 石先生                  |
| 2012年                       | 識法保積金   | 威 哥（單元《奪命骨》） |
| 2016年                       | 女人多自在 5 | Maggie 丈夫             |
| 影視兄弟有限公司             |              |                         |
| 2017年                       | 反黑         | 郭志剛                  |
| 亞洲心動娛樂                 |              |                         |
| 2022年                       | 逐流時代     | 羅 波                   |
| 邵氏兄弟                     |              |                         |
| 2025年                       | 執法者們     | 劉振強                  |

### 綜藝節目
| 首播           | 節目名       | 備註                                                 |
| 香港電台電視部 |              |                                                      |
| 1980年代       | 青春道上     | 與陳加玲、林憶蓮及黃澤鋒一同主持                     |
| 無綫電視       |              |                                                      |
| 2005年         | 歡樂滿東華   | 演出嘉賓                                             |
| 2016年         | Sunday好戲王 | 第3集（獲頒「另類好戲王」 —— 「反派王」） 第25集嘉賓 |
| 2017年         | 築·動·愛     | 飾演 Eric；第4集                                     |
| 2017年         | 一周八爪娛   | 9月22日嘉賓                                          |
| 2018年         | 今日VIP      | 8月10日嘉賓                                          |
| 2021年         | 明星運動會   | 演出鉛球、4×100米接力項目                            |
| 內地           |              |                                                      |
| 2017年         | 肥東吃喝玩樂 | 嘉賓                                                 |

### 電影
| 首映   | 電影名                   | 角色                  |
| 1986年 | 最佳福星                 |                       |
| 1986年 | 操行0分                  | 何大力                |
| 1986年 | 老娘夠騷                 | Tim                   |
| 1986年 | 警賊兄弟                 | 何向西                |
| 1986年 | 青春怒潮                 | Ben Pang              |
| 1987年 | 鬼馬校園                 | 謝 天                 |
| 1988年 | 雞同鴨講                 | 阿 南                 |
| 1988年 | 愛情謎語                 | 克 強                 |
| 1988年 | 猛鬼佛跳牆               | 大隻佬                |
| 1989年 | 少女心                   |                       |
| 1992年 | 富貴黃金屋               | 阿 南（撻成一塊之一） |
| 1996年 | 戰狼傳說                 | 獨目龍                |
| 1996年 | 金裝香蕉俱樂部           | 同性戀者              |
| 1997年 | 最後判決                 |                       |
| 1997年 | 迷失樂園                 | 馬 總                 |
| 1998年 | 全職大盜                 |                       |
| 1998年 | 偉哥的故事               |                       |
| 1998年 | 非常警察                 |                       |
| 1998年 | 9413                     | 大 蛇                 |
| 2003年 | 熱血狙擊（無綫電視電影） | 阿 南                 |
| 2003年 | 龍咁威2003               | 雷力圖手下            |
| 2003年 | 少年刀手                 |                       |
| 2004年 | 懸案追兇（無綫電視電影） | 林金手下              |
| 2004年 | 我要做Model              | 外賣仔                |
| 2006年 | 情意拳拳                 | 師奶殺手 B            |
| 2016年 | 寒戰II                   | 黃永康                |
| 2022年 | 正義迴廊                 | 陳錦雄醫生            |
| 2023年 | 風再起時                 | 曾世榮                |
| 2023年 | 無間一戰                 | 議員                  |
| 2024年 | 紮職3                    |                       |
| 2024年 | 爸爸                     | 檢控官                |
| 2025年 | 拼命三郎                 | 馬偉忠                |

### 廣告
| 年份   | 產品                                                                                 |
| 1985年 | 強生「嬰兒洗頭水」 （页面存档备份，存于）                                            |
| 1989年 | 永南食品「公仔碗仔麵」 （页面存档备份，存于）                                        |
| 2019年 | 黑人牙膏「黑人雙重薄荷牙膏 - 清新口氣呈獻：綠葉王的主角之路」 （页面存档备份，存于） |
| 2019年 | 勞工處「勞工保險 - 僱主守法，勞保買足免刑責」 （页面存档备份，存于）                 |

## 製片作品

### 電影
| 年份   | 電影名     | 備註     |
| 1995年 | 烈火戰車   | 製片之一 |
| 1997年 | 97家有囍事 | 製片之一 |
| 1998年 | 全職大盜   | 製片之一 |

## 曾獲獎項與提名
| 年份   | 獎項                                  | 結果 |
| 1987年 | 第6屆香港電影金像獎 —— 「最佳新演員」 | 提名 |
| 2016年 | 另類好戲王 —— 「反派王」              | 獲獎 |

## 外部連結
- 何啟南的新浪微博
- 何啟南的Facebook專頁
- 何啟南的Instagram帳戶
- 何啟南在香港影庫上的簡介